# Robert Leidinger
Robert Leidinger (* 3. Juli 1941 in Passau) ist ein deutscher Politiker (SPD) und ehemaliger Abgeordneter des Deutschen Bundestages.

## Leben
Leidinger absolvierte nach der Schule eine Ausbildung zum Industriekaufmann. Im Jahr 1962 begann er seinen Wehrdienst, nach dem er eine Ausbildung zum Berufsoffizier anstrebte. Im Jahr 1981 wurde er zum Oberstleutnant befördert.

## Politik
Leidinger trat im Jahr 1968 der SPD bei, in der er zahlreiche Funktionen auf allen Ebenen ausübte, so war er zeitweise Vorsitzender des SPD-Bezirks Niederbayern. Von 1975 bis 1996 nahm er kommunale Mandate auf Gemeinde-, Kreis- und Bezirksebene wahr. Im Jahr 1987 wurde Leidinger in den Bundestag gewählt, dem er 15 Jahre lang – bis zum Ende der vierzehnten Legislaturperiode 2002 – angehörte.

## Auszeichnungen
- 1997: Großes Goldenes Ehrenzeichen für Verdienste um die Republik Österreich[1]
- 2001: Bundesverdienstkreuz am Bande